# Run The Show
„Run The Show” este cel de-al doilea single lansat în 2008 de pe albumul de debut, 9 Lives, al artistei pop/R&B Kat DeLuna și este o colaborare cu Busta Rhymes. Acesta a declarat despre colaborarea sa cu DeLuna: Mi-a plăcut energia ei și se pare că știe ce face.

## Clasamente
| Top (2008)                         | Poziția maximă |
| ---------------------------------- | -------------- |
| U.S. Billboard Hot 100             | 92             |
| U.S. Billboard Hot Dance Club Play | 2              |
| U.S. Billboard Hot Dance Airplay   | 11             |
| U.S. Billboard Pop 100             | 63             |
| U.S. BillboardPop 100 Airplay      | 43             |
| Euro 200 Singles Chart             | 22             |
| European Digital Hot100            | 21             |
| European Airplay Hot100            | 11             |
| Belgium Flanders Chart             | 5              |
| Belgium Wallonia Chart             | 5              |
| Brazil Top 30 Dance Club Play      | 14             |
| Bulgarian National Top 40          | 4              |
| Chilean Singles Chart              | 22             |
| Croatian Singles Chart             | 29             |
| Finnish Single Chart               | 2              |
| French Singles Chart               | 6              |
| German Singles Chart               | 72             |
| Irish Single Chart                 | 26             |
| Lithuanian Airplay Chart           | 46             |
| Polish National Top 50             | 26             |
| Portuguese Single Charts           | 8              |
| Romanian Airplay Chart             | 8              |
| Singapore Chart Attack             | 9              |
| Swedish Singles Chart              | 18             |
| Swiss Singles Chart                | 29             |
| UK Singles Chart                   | 41             |